# Premio Deane B. Judd
Premio internacional otorgado a investigadores o grupos de investigadores, como modo de reconocer aportes sobresalientes en el campo de la ciencia del color.
El nombre del premio fue instituido en homenaje a Deane B. Judd, científico estadounidense que realizó aportes relevantes en el campo de la colorimetría, la discriminación cromática, los sistemas de ordenamiento del color y la visión cromática.
La selección es un procedimiento arduo que incluye nominaciones hechas por miembros de la AIC (Asociación Internacional del Color) y análisis de antecedentes de los nominados por parte de un comité compuesto por ganadores anteriores del premio. Los investigadores que han recibido este premio son: 
- 1975: Dorothy Nickerson (EE. UU.);
- 1977: William David Wright (Gran Bretaña);
- 1979: Gunter Wyszecki (Alemania, EE. UU., Canadá);
- 1981: Manfred Richter (Alemania);
- 1983: David L. MacAdam (EE. UU.);
- 1985: Leo M. Hurvich y Dorothea Jameson (EE. UU.);
- 1987: Robert William G. Hunt (Gran Bretaña);
- 1989: Tarow Indow (Japón, EE. UU.);
- 1991: Johannes J. Vos y Pieter L. Walraven (Holanda);
- 1993: Yoshinobu Nayatani (Japón);
- 1995: Heinz Terstiege (Alemania);
- 1997: Anders Hård, Gunnar Tonnquist y Lars Sivik (Suecia);
- 1999: Fred W. Billmeyer Jr. (EE. UU.);
- 2001: Roberto Daniel Lozano (Argentina);
- 2003: Mitsuo Ikeda (Japón);
- 2005: John B. Hutchings (Gran Bretaña);
- 2007: Alan R. Robertson (Canadá);
- 2009: Arne Valberg (Noruega);
- 2011: Lucia Ronchi (Italia);
- 2013: Roy S. Berns (EE. UU.);
- 2015: Françoise Viénot (Francia);
- 2017: Ming-Ronnier Luo (Gran Bretaña);
- 2019: Hirohisa Yaguchi (Japón);
- 2021: John McCann (EE. UU.);
- 2023: Rolf G. Kuehni (EE. UU.);
- 2025: José Luis Caivano (Argentina).

- Datos: Q6084434